# Segment de code
Pour les articles homonymes, voir Segment.
Le segment de code est une portion de l’espace d’adressage d’un processus virtuel, contenant les instructions a exécuter. Celles-ci sont sous leur forme binaire, en langage machine, après une édition de liens (souvent étape d'une compilation) depuis un code source.